# Lopušné Pažite
Lopušné Pažite é um município da Eslováquia, situado no distrito de Kysucké Nové Mesto, na região de Žilina. Tem 4,27 km² de área e sua população em 2018 foi estimada em 454 habitantes.

## Demografia
| Ano:        | 1994 | 2004   | 2014   | 2024   |
| ----------- | ---- | ------ | ------ | ------ |
| Broj ljudi: | 438  | 452    | 468    | 436    |
| Razlika:    |      | +3,19% | +3,53% | -6,83% |

| Ano:               | 2023 | 2024   |
| ------------------ | ---- | ------ |
| Número de pessoas: | 439  | 436    |
| Diferença:         |      | -0,68% |